# Col de Colliard
Pour les articles homonymes, voir Colliard.
Le col de Colliard est un col de montagne routier situé à 984 m d'altitude dans le massif du Jura.

## Géographie
Ce col se situe dans le département de l'Ain, sur le territoire de la forêt de Combe Noire. Il permet de relier Nantua et Les Neyrolles vers le col de Belle Roche permettant ainsi de rejoindre Le Petit-Abergement.